# Ключ 72
Ключ 72 (трад. и упр. 日) — ключ Канси со значением «Солнце»; один из 34-х, состоящих из четырёх черт.
В словаре Канси есть 453 символа (из 49 030), которые можно найти c этим ключом.

## История
Изначально словарь состоял из 540 идеограмм, но впоследствии был отредактирован и уменьшен (путем исправления ошибок и упразднения ненужных ключей) до классического ныне существующего списка в 214 иероглифических ключа, среди которых идеограмма 日 в переводе с кит. — «солнце» отображала пиктограмму, которая выглядела как круг с точкой посередине. Позднее точка превратилась в черту посередине, а круг трансформировался в овал, а затем в прямоугольник и иероглиф принял современную форму. Этот ключ употребляется часто и имеет большое значение в азиатских странах (особенно в Японии). В современном варианте ключ имеет значения, аналогичные древним изображениям и имеют отношение к дневному свету, праздникам, выходным.

### Древние изображения
Древние изображения современного варианта иероглифического ключа помогают понять изначальное значение, задуманное предками.

Вид в Цзягувэнь
Вид в Цзиньвэнь
Вид в Цзяньду
Вид в большой печати Чжуаньшу
Вид в малой печати Чжуаньшу

## Значение
В современном китайском языке данный иероглифический ключ встречается редко и имеет следующие значения:
1. Солнце
2. День (в отличие от ночи), сутки
3. Праздник
4. Выходной
5. Ежедневно
6. Как обычно

## Варианты прочтения
Данный иероглифический ключ используется в письменности Китая, Тайваня, Японии, Кореи, Вьетнама и имеет разные варианты прочтения, произношения и написания, в зависимости от региона, языка и наречий:
- кит. 日, пиньинь rì, ри
- яп. 日, nichi, ничи
- яп. ジツ, jitsu, дзицу
- яп. ひ, hi, хи
- кор. 날 nal, наль?, 일 il, иль?

## Примеры иероглифов
В данной таблице представлен примерный список иероглифов с использованием ключа.
| Доп. штрихи | Иероглифы |
| ----------- | --- |
| 0           | 日 |
| 1           | 旦 旧 𣄽 |
| 2           | 㫐 㫑 旨 早 旪 旫 旬 旭 旮 旯 𣅅 |
| 3           | 㫒 㫓 㫔 㫕 㫖 㫗 旰 旱 旲 旳 旴 旵 时 旷 𣅗 𣅘 𣅙 |
| 4           | 㫘 㫙 㫚 旹 旺 旻 旼 旽 旾 旿 昊 昋 昌 昍 明 昏 昀 昁 昂 昃 昄 昅 昆 昇 昈 昉 昐 昑 昒 易 昔 昕 昖 昗 昘 昙 𣅵 𣅶                                                                |
| 5           | 㫛 㫜 㫝 㫞 㫟 㫠 㫡 㫢 㫣 㫤 昚 昛 昜 昝 昞 星 昪 昫 昬 昭 昮 是 昺 昻 昼 昽 显 昿 𣅽 𣆏 映 昡 昢 昣 昤 春 昦 昧 昨 昩 昰 昱 昲 昳 昴 昵 昶 昷 昸 昹 𣆂 𣆐                      |
| 6           | 㫥 㫦 㫧 㫨 㫩 㫪 㫫 㫬 㫭 㫮 𣆤 𣆥 𣆮 𣆯 𣆰 𣆱 晊 晉 晋 晌 晍 晎 晏 晀 晁 時 晃 晄 晅 晆 晇 晈 晐 晑 晒 耆                                                                      |
| 7           | 㫯 㫰 㫱 㫲 㫳 㫴 勗 曽 𣆳 𣆶 𣇃 𣇄 𣇉 𣇊 𣇜 𣇝 𣇞 𣇟 𣇠 𣇡 晚 晩 晛 晜 晝 晞 晟 晗 晘 晙 晠 晡 晢 晣 晤 晥 晦 晧 晨                                                             |
| 8           | 暑 㫵 㫶 㫷 㫸 㫹 㫺 㫻 㫼 㫽 㫾 㫿 㬀 𣇪 𣇫 𣇵 𣇷 𣇸 𣇹 晪 晫 晬 晭 普 景 智 晻 晼 晽 晾 晿 𣈏 𣈚 𣈛 𣈜 𣈝 𣈞 晰 晱 晲 晳 晴 晵 晶 晷 晸 晹 暀 暁 暃 𣈒 𣈓 𣈔 𣈕 𣈖 𣈗 𣈘 𣈙 𣈢 |
| 9           | 㬊 㬋 㬌 㬁 㬂 㬃 㬄 㬅 㬆 㬇 㬈 㬉 暊 暋 暌 暍 暎 暏 𣈯 𣉍 𣉎 𣉏 暄 暅 暆 暇 暈 暉 暐 暒 暓 暔 暕 暖 暗 暘 暙 𣈥 𣈰 𣈱 𣈲 𣈳 𣈴 𣉐 暈                                           |
| 10          | 暜 㬍 㬎 㬏 㬐 暠 暡 暢 暣 暤 暥 暦 暧 暨 暚 暛 暜 暝 暞 暟 𣉞 𣉖 𣉢 𣉲 𣉳 𣉴 𣉵 𣉶 𣉷 𣉸 𣉹                                                                                     |
| 11          | 㬑 㬒 㬓 㬔 㬕 㬖 暩 暪 暫 暬 暭 暮 暯 暰 暱 暲 暳 暴 暵 暶 暷 𣋇 𣊊 𣊋 𣊌 𣊍 𣊎 𣊁 𣊘                                                                                           |
| 12          | 㬙 㬚 㬛 㬜 㬝 㬞 㬟 㬗 㬘 㬙 龧 暸 暹 暺 暻 暼 暽 暾 暿 曀 曁 曂 曃 曄 曅 曆 曇 曈 曉 曊 曋 曌 曍 𣊫 𣊬 𣊭 𣊾 𣊿 𣋀 𣋁 𣋂 𣋃 𣋆 𣊉 曆                                           |
| 13          | 㬠 㬡 㬢 曎 曏 曐 曑 曒 曓 曔 曕 曖 曗 曚 𣋑 𣋒 𣋚 𣋛 𣋜 𣋝 |
| 14          | 㬣 㬤 㬥 㬦 㬧 㬨 曘 曙 曛 曜 𣋠 𣋡 𣋨 𣋩 𣋰 𣋱 |
| 15          | 㬪 㬩 曝 曞 曟 曠 曡 曢 𣋻 𣋼 𣋽 𣋾 |
| 16          | 㬫 曣 曤 曥 曦 曧 曨 𣌀 𣌁 𣌂 𣌆 |
| 17          | 曩 𣌊 𣌋 𣌌 𣌉 |
| 18          | 㬬 㬭 𣌒 𣌔 |
| 19          | 㬮 曪 曫 曬 |
| 20          | 曭 曮 𣌛 |
| 21          | 㬯 曯 𣌝 |
| 24          | 𣌟 |

- Примечание: Ваш браузер может отображать иероглифы неправильно.